# Бованска клисура
Бованска клисура је сужени део долине Сокобањска Моравице, десне притоке Јужне Мораве. Повезује Сокобањску котлину са горњим и средњим делом слива Моравице и алексиначку котлину у којој је доњи ток Моравице и Јужну Мораву. Клисура је уска, дубока до 400 m и дугачка 10 km. Епигенетског карактера усечена у земљиште од отпорнијих стена (шкриљци).
У клисури Моравица лактасто скреће према југу. У мањем проширењу клисуре налази се село Бован и истоимени стари град. 
Вештачка акумулација у клисури, једна је у низу планираних за регулацију слива Велике Мораве. Бованско језеро штити од поплава 3.200 ha плодног тла, а омогућује наводњавање 5.600 ha. 
Кроз клисуру води асфалтни пут од Алексинца у Сокобању и Књажевац, повезујуће долине Јужне Мораве и Белог Тимока.